# Vasýlkivtsi
Vasýlkivtsi (ucraniano: Васи́льківці; polaco: Wasylkowce) es un municipio rural de Ucrania, perteneciente al raión de Chortkiv en la óblast de Ternópil.
El municipio, con una población total de 8200 habitantes en 2020, incluye tanto el pueblo de Vasýlkivtsi (de unos mil cuatrocientos habitantes) como ocho pedanías. El municipio se formó en 2015 mediante la fusión de los consejos rurales de Vasýlkivtsi, Króhulets, Nýzhbirok, Starí Nýzhbirok, Tselíyiv y Chabarivka. Además de estos seis pueblos, forman parte del municipio otros tres: Zhábyntsi, Kotsiúbyntsi y Chaharí.
Se conoce la existencia del pueblo en documentos desde 1573. Se desarrolló como poblado ferroviario a partir de 1884, cuando se abrió aquí una estación de la línea de ferrocarril de Stanysláviv a Husiatyn. Hasta 2020 formaba parte del raión de Husiatyn.
El pueblo se ubica sobre la carretera T2011, a medio camino entre Kopýchyntsi y Husiatyn.